# Liste von Militärs/G

## Ga
- Gablenz, Ludwig Freiherr von (1814–1874), deutsch-österreichischer General der Kavallerie
- Gage, Sir Thomas (1719–1787), britischer General; Oberbefehlshaber der Nordamerikastreikräfte während des beginnenden Amerikanischen Unabhängigkeitskrieges
- Gainey, William Joseph, US-amerikanischer Unteroffizier, 1. Senior Enlisted Advisor to the Chairman of the Joint Chiefs of Staff
- Gale, Sir Richard GCB, KBE, DSO, MC (1896–1982), britischer Fallschirmjägergeneral im Zweiten Weltkrieg
- Galgótzy Anton (1837–1929), österreichischer General und designierten Oberbefehlshaber einer Armee im Kriegsfall
- Galland, Adolf (1912–1996), deutscher Luftwaffengeneral im Zweiten Weltkrieg; General der Jagdflieger
- Gallandi, Johannes (1843–1917), preußischer Oberstleutnant und Genealoge
- Gallas, Matthias (1588–1647), kaiserlicher General im Dreißigjährigen Krieg
- Gallieni, Joseph (1849–1916), französischer General und Kriegsminister; postum Marschall von Frankreich
- Galliffet, Gaston de (1830–1909), französischer General
- Gallus, Cornelius (69–26 v. Chr.), römischer Feldherr und Dichter
- Galtieri, Leopoldo (1926–2003), argentinischer General und Staatspräsident
- Gálvez y Madrid, Bernardo de (1746–1786), spanischer General und Politiker
- Galvin, John R. (1929–2015), US-amerikanischer General, Supreme Allied Commander Europe
- Gamarra, Agustín (1785–1841), peruanischer General und Staatspräsident
- Gambier, James, 1. Baron Gambier (1756–1833), britischer Flottenadmiral
- Gamelin, Maurice (1872–1958), französischer General; Generalstabschef des französischen Heeres; Oberbefehlshaber der alliierten Streitkräfte in Frankreich
- Gansevoort, Peter (1749–1812), Oberst der Kontinentalarmee; später General; Herman Melvilles Schwiegervater
- Gantz, Benny (* 1959), israelischer Aluf (Generalmajor) und israelischer Generalstabschef
- García Menocal, Mario (1866–1941), kubanischer Revolutionsgeneral und Politiker; 1913–21 dritter Präsident Kubas
- Garrison, William F., ehemaliger Major General der US Army, verantwortlicher Kommandeur der US-Truppen in der Schlacht von Mogadischu, 1993
- Garros, Roland (1888–1918), französischer Luftfahrtpionier und Fliegerass im Ersten Weltkrieg; setzte als Erster ein mit einem starr eingebauten, vorwärtsfeuernden Maschinengewehr bewaffnetes Jagdflugzeug ein; abgeschossen
- Gatacre, Sir William (1843–1906), britischer Generalleutnant, Divisionskommandeur bei der Niederschlagung des Mahdi-Aufstandes
- Gates, Horatio (1727–1806), amerikanischer General im Unabhängigkeitskrieg
- Gaudi, Friedrich von (1725–1788), preußischer Generalleutnant
- Gaulle, Charles de (1890–1970), französischer General und Staatsmann; Staatspräsident
- Gavin, James M. (1907–1990), US-amerikanischer Fallschirmjägergeneral; Divisionskommandeur im Zweiten Weltkrieg

## Ge
- Gebauer, Wilhelm (1882–1972), österreichischer Feldmarschalleutnant
- Gehlen, Reinhard (1902–1979), General der Wehrmacht und Präsident des Bundesnachrichtendienstes
- Geitner, Kurt Ritter von (1884–1968), deutsche Wehrmacht, Generalmajor
- Gérard, Étienne-Maurice, comte (1773–1852), französischer General und Staatsmann; Marschall von Frankreich; Kriegsminister
- Manfred Gerber (* 1938), deutscher Generalleutnant des Heeres der Bundeswehr
- Gerlach, Leopold von (1790–1861), preußischer General
- Gerontius war ein General des römischen Usurpators Konstantin III. (407–411)
- Gersdorff, Hermann von (1809–1870), preußischer General
- Gersdorff, Rudolph-Christoph Freiherr von (1905–1980), deutscher Generalstabsoffizier im Zweiten Weltkrieg; versuchte ein missglücktes Attentat auf Hitler
- Gersdorff, Wigand von (1851–1920), preußischer General
- Gerstenberg, Alfred, (1893–1959) deutscher Generalleutnant der Wehrmacht
- Gervais, Alfred Albert (1837–1921), französischer Admiral
- Geßler, Friedrich Leopold Graf von (1688–1762), friderizianischer Kavalleriegeneral, Generalfeldmarschall
- Geusau, Levin von (1734–1808), Generalquartiermeister und Chef des Ingenieurkorps; Chef des Generalstabs der preußischen Armee
- Geyr von Schweppenburg, Leo Freiherr (1886–1974), deutscher Panzergeneral im Zweiten Weltkrieg

## Gh
- Ghaisnes de Bourmont, Louis-Auguste-Victor de (1773–1846), französischer General und Staatsmann; Marschall von Frankreich; Kriegsminister

## Gi
- Giardino, Gaetano (1864–1935), italienischer General im Ersten Weltkrieg; 1926 Marschall.
- Giambastiani, Edmund P. (* 1948), US-amerikanischer Admiral; stellvertretender Vorsitzender der Joint Chiefs of Staff.
- Gille, Herbert Otto (1897–1966), General der Waffen-SS im Zweiten Weltkrieg.
- Gillern, Ernst Heinrich von (1730–1792), preußischer General und Ritter des Ordens Pour le Mérite.
- Gilsa, Werner Freiherr von und zu (1889–1945), deutscher General im Zweiten Weltkrieg; letzter Kampfkommandant von Dresden; Selbstmord.
- Giraldi, Guglielmo (1856–1941), italienischer Marschall und Senator; General im Ersten Weltkrieg.
- Girardin, Cécile Stanilas, comte de (1762–1827), französischer Politiker und General.
- Giraud, Henri (1879–1949), französischer General; Armeebefehlshaber im Zweiten Weltkrieg; Gegenspieler de Gaulles.

## Gl
- Glaise von Horstenau, Edmund (1882–1946), österreichischer Vizekanzler und General
- Glanz, Meinhard (1924–2005), Generalleutnant des Heeres der Bundeswehr; Inspekteur des Heeres
- Glasenapp, Caspar Otto von (1664–1747) war ein preußischer General; seit 1741 Generalfeldmarschall
- Glasenapp, Erdmann von (1660–1721), preußischer Generalmajor; Bruder des Generalfeldmarschalls Caspar Otto von Glasenapp
- Glasenapp, Gottlieb Friedrich Alexandrowitsch von (1811–1892), kaiserlich russischer Admiral; Generaladjutant Nikolaus’ I.; Mitglied des Reichsrates
- Glasenapp, Wilhelm Otto von (1786–1862), kaiserlich russischer Generalleutnant
- Glasenapp, Woldemar von (1812–1895), kaiserlich russischer Vizeadmiral; Kriegsgouverneur von Archangelsk
- Glatt, Volker (1937–2023), deutscher Brigadegeneral
- Glatz, Rainer (* 1951), Generalleutnant der Bundeswehr, Befehlshaber des Einsatzführungskommandos der Bundeswehr
- Glawatz, Henning (1949–2025), deutscher Brigadegeneral des Heeres der Bundeswehr
- Glinskij, Fürst Michail Lwowitsch († 1534), polnischer Heerführer
- Glümer, Adolf von (1814–1896), preußischer General der Infanterie

## Gn
- Gnaeus Iulius Agricola (40–93), römischer Senator und Heerführer
- Gneisenau, August Graf Neidhardt von (1760–1831), preußischer Generalfeldmarschall

## Go
- Goeben, August Karl von (1816–1880), preußischer General im Deutschen und Deutsch-Französischen Krieg
- Goblet, Albert Joseph (1790–1873), belgischer General
- Göler von Ravensburg, Franz Wilhelm August Freiherr (1809–1862), badischer Generalmajor und Militärschriftsteller
- Eberhard Golla (1927–2004), deutscher Brigadegeneral des Heeres der Bundeswehr
- Gollob, Gordon Mac (1912–1987), deutscher Jagdflieger der Wehrmacht
- Golowko, Arseni Grigorjewitsch (1906–1962), sowjetischer Admiral
- Golownin, Wassili Michailowitsch (1776–1831), russischer Marineoffizier und Wissenschaftler
- Goltz, Colmar von der, gen. Goltz Pascha, (1846–1916), preußischer Generalfeldmarschall in türkischen Diensten
- Goltz, Joachim Rüdiger Freiherr von der (1620–1688), kurbrandenburgischer General der Infanterie; kursächsischer und dänischer Generalfeldmarschall; Kommandeur der sächsischen Truppen bei der Befreiung Wiens 1680
- Goltz, Karl Friedrich Graf von der (1815–1901), preußischer General
- Goltz, Max Freiherr von der (1838–1906), preußischer Admiral
- Golz, Gustav Adolf von (1833–1908), preußischer General der Infanterie; Chef des Ingenieur- und Pionierkorps; Generalinspekteur der Festungen
- Gómez Báez, Máximo (1836–1905), kubanischer General des Unabhängigkeitskrieges von 1868 bis 1898
- Gontard, Carl Friedrich Ludwig von (1764–1839), preußischer Oberstleutnant; übergab 1806 als Platzmajor die Stadt Berlin den Franzosen
- Gontermann, Heinrich (1896–1917), deutscher Jagdflieger im Ersten Weltkrieg
- Goodpaster, Andrew J. (1915–2005), US-General; 1969–1971 Alliierter Oberkommandierender für Europa (SACEUR)
- Gordon, Charles George (1833–1885), gen. Gordon Pascha oder Gordon of Khartoum;, britischer General; Gouverneur des Sudan; gefallen
- Gordon, Gary (1960–1993), US-amerikanischer Soldat; gefallen in Mogadischu, Somalia
- Gordon, John († 1649), kaiserlicher Oberst im Dreißigjährigen Krieg; beteiligt an der Ermordung Wallensteins
- Gordon, John Brown (1832–1904), General im Amerikanischen Bürgerkrieg
- Görgey, Arthur (1818–1916), ungarischer Revolutionsgeneral
- Göring, Hermann (1893–1946), deutscher Jagdflieger im Ersten Weltkrieg; eine der führenden Gestalten des Nationalsozialismus; Suizid
- Görschen, Otto von (1824–1875), preußischer Oberstleutnant, maßgebliche Verdienste im Deutsch-Dänischen Krieg
- Gort, Sir John Vereker, 6. Viscount VC GCB CBE DSO MVO MC (1886–1946), britischer Feldmarschall im Zweiten Weltkrieg; 1937 Chef des Generalstabs der Armee; 1939/40 Oberbefehlshaber der British Expeditionary Force in Frankreich
- Gortschakow, Michail Dmitrijewitsch (1792–1861), russischer Feldmarschall, Oberbefehlshaber im Krimkrieg
- Görtz und Astein, Gustav von (1842–1903), k.u.k. österreichisch-ungarischer Kämmerer und Generalmajor
- Görzke, Joachim Ernst von (1611–1682), brandenburgischer General
- Goßler, Heinrich von (1841–1927), preußischer General der Infanterie
- Goth, Ernst (1897–1986), deutscher Oberst und ranghöchster Offizier am D-Day im Strandabschnitt Omaha Beach
- Gotō Jūrō (1887–1984), General der Kaiserlichen Japanischen Armee
- Gotovina, Ante (* 1955), kroatischer General
- Göttelmann, Heribert (* 1936), deutscher Generalmajor des Heeres
- Götzen, Johann Graf von (1599–1645), kaiserlicher General im Dreißigjährigen Krieg
- Gough, Hubert (1870–1963), britischer General im Ersten Weltkrieg
- Gough, Hugh (1779–1869), britischer Feldmarschall
- Gourgaud, Gaspard (1783–1852), französischer General
- Govone, Giuseppe (1825–1872), italienischer General

## Gr

### Gra
- Grabowski, G. (ca. 1760–1812), polnischer General und Patriot
- Grabowski, Stefan (ca. 1765–ca. 1844), polnischer General
- Graf, Hermann (1912–1988), deutscher Jagdflieger im Zweiten Weltkrieg
- Graham, Sir Gerald (1831–1899), britischer Generalleutnant; kämpfte in verschiedenen Kolonialkriegen (u. a. Mahdi-Aufstand)
- Graham, Sir Thomas (1748–1843), britischer General im Krieg auf der Halbinsel; Vizekönig von Italien
- Gramont, Antoine III. de (1604–1678), französischer Militär und Diplomat; Marschall von Frankreich
- Grana, Otto (1629–1685), kaiserlicher Heerführer und Diplomat, königlich-spanischer Statthalter in den Niederlanden
- Grenfell, Francis Wallace 1. Baron Grenfell of Kilvey (1841–1925), britischer Feldmarschall und Gouverneur von Malta
- Grant, Sir Hope (1808–1875), britischer Generalleutnant; Befehlshaber der britischen Truppen im Zweiten Opiumkrieg
- Grant, Ulysses S. (1822–1885), Oberkommandierender im Amerikanischen Bürgerkrieg und 18. Präsident der USA
- Gras, Basile (1836–1901), französischer General
- Grashey, Hellmut (1914–1990), deutscher Generalmajor der Bundeswehr
- Grasse, François-Joseph-Paul, comte de (1722–1788), französischer Admiral im Amerikanischen Unabhängigkeitskrieg; trug entscheidend zur Niederlage der Briten bei
- Gratschow, Pawel Sergejewitsch (1948–2012), sowjetischer General; 1992 bis 1996 Verteidigungsminister
- Grau Seminario, Miguel (1834–1879), peruanischer Admiral und Nationalheld; gefallen im Seegefecht von Angamos
- Graves, Samuel R.N. (1713–1787), britischer Admiral im Amerikanischen Unabhängigkeitskrieg
- Graves, Sir Thomas (1725–1802), 1. Baron, R.N., K.B., (um 1747–1814), britischer Admiral; Nelsons Stellvertreter in der Schlacht von Kopenhagen
- Grayburn, John Hollington VC (1918–1944), britischer Offizier im Zweiten Weltkrieg; gefallen bei Arnheim
- Graziani, Rodolfo (1882–1955), italienischer General; Marschall und Kriegsminister

### Gre
- Greely, Adolphus Washington (1844–1935), US-amerikanischer General und Nordpolfahrer
- Greene, Nathaniel (1742–1786), US-amerikanischer Revolutionsgeneral
- Greim, Robert Ritter von (1892–1945), deutscher Generalfeldmarschall; Oberbefehlshaber der Luftwaffe
- Gresley, Henri Francois Xavier (1819–1890), französischer General und Kriegsminister
- Grey, Sir Charles Grey, 1. Earl K.B. (1729–1807), einer der bedeutendsten britischen Generale des 18. Jahrhunderts

### Gri
- Gribeauval, Jean-Baptiste Vaquette, vicomte de (1715–1789), französischer Ingenieur und Artilleriegeneral; österreichischer Feldmarschallleutnant; Konstrukteur der Gribeauval-Lafette
- Gridley, Richard (1710–1796), herausragender britisch-amerikanischer Militäringenieur im Franzosen- und Indianerkrieg und im Amerikanischen Unabhängigkeitskrieg
- Grießenbeck, Karl Ernst von (1787–1863), bayerischer Generalmajor und Kommandeur des Bayerischen Kadettenkorps
- Grisodubowa, Walentina Stepanowna (1909–1993), sowjetische Fliegerin und Luftwaffenoffizier

### Gro
- Groeben, Karl von der (1788–1876), preußischer General der Kavallerie
- Groener, Wilhelm (1867–1939), deutscher General im Ersten Weltkrieg; Minister der Weimarer Republik
- Grolman, Helmuth von (1898–1977), deutscher General im Zweiten Weltkrieg; Generalstabschef der HG Süd; Divisionskommandeur; 1959–1961 Wehrbeauftragter des Deutschen Bundestages
- Grolman, Karl von (1777–1843), preußischer General der Infanterie; Chef des Generalstabes und Militärreformer
- Gromow, Boris Wsewolodowitsch (* 1943), sowjetischer Generaloberst; stellvertretender Minister
- Gromow, Michail Michailowitsch (1899–1985), sowjetischer Pilot und Luftwaffengeneral
- Gronsfeld-Bronkhorst, Johann Franz Graf von († 1719), kaiserlicher Feldmarschall im bayerischen Volksaufstand 1705
- Groß gen. von Schwarzhoff, Julius von (1812–1881), preußischer General der Infanterie
- Großler, Hubertus (1919–1996), deutscher Generalmajor des Heeres der Bundeswehr, Abteilungsleiter des Bundesnachrichtendienstes
- Grote, Henrich (1920–1995), deutscher Flottillenadmiral
- Grouchy, Emmanuel de (1766–1847), französischer General; Marschall und Pair von Frankreich; Napoleons letzter Marschall

### Gru
- Grudziński, Jan (1907–1940), polnischer U-Bootkommandant im Zweiten Weltkrieg; in der Nordsee vermisst
- Gruenther, Alfred M. (1899–1983), General der US Army und dritter Supreme Allied Commander Europe
- Grumbkow, Friedrich Wilhelm von (1678–1739), preußischer Generalfeldmarschall; Berater und Vertrauter König Friedrich Wilhelms I.; Mitglied des Tabakskollegiums
- Grumbkow, Viktor von (1849–1901), preußischer Generalmajor
- Grüne, Matthias (* 1963), deutscher Generalarzt des Heeres der Bundeswehr
- Güllich, Gerhard (* 1938), deutscher Konteradmiral und kommissarischer Präsident des Bundesnachrichtendienstes

### Grz
- Rupprecht Grzimek (1923–2022), deutscher Brigadegeneral, Abteilungsleiter im Bundesnachrichtendienst

## Gu
- Guasco, Franz (1711–1763), österreichischer Feldzeugmeister
- Guderian, Heinz (1888–1954), deutscher Generaloberst; Generalinspekteur der Panzertruppen der Wehrmacht
- Guderian, Heinz Günther (1914–2004), Bundeswehrgeneral; Inspekteur der Panzertruppen der Bundeswehr; Sohn des vorigen
- Guébriant, Jean Baptiste Budes de (1602–1643), französischer Marschall
- Guerrero, Vicente (1782–1831), mexikanischer Volksheld; Befehlshaber der mexikanischen Armee während des Unabhängigkeitskrieges
- Guibert, Jacques Antoine Hippolyte (1743–1790), französischer General und Militärschriftsteller
- Guiche, Jean-François de La, Capitaine-lieutenant der Gendarmes de la garde (Frankreich)
- Guido von Lusignan († 1194), König von Jerusalem
- Guilleminot, Armand Charles (1774–1840), französischer General und Diplomat
- Guisan, Henri (1874–1960), General der Schweizer Armee während des Zweiten Weltkrieges
- Guiscard, Robert (1015–1085), normannisch-italienischer Heerführer, Herzog von Apulien und Kalabrien
- Guise, Claude de Lorraine, duc de (1496–1550), erster Herzog von Guise
- Guise, François de Lorraine, duc de, genannt Le Balafré, (1513–1565), 2. Herzog von Guise; französischer General und Feldherr während der Religionskriege
- Günzel, Reinhard (* 1944), Bundeswehrgeneral'; Kommandeur der Spezialeinheit KSK
- Gurko, Josef Wladimirowitsch (1828–1901), russischer General
- Guyon, Richard (1803–1856), britischer General

## Gy
- Gylippos (5. Jahrhundert v. Chr.), spartanischer Heerführer
- Gyulay Graf von Maros-Németh und Nádaska, Ferencz József (Franz) (1798–1868), k. u. k. General und Kriegsminister
- Gyulay Graf von Maros-Németh und Nádaska, Ignácz (Ignaz) (1763–1831), k. u. k. Feldmarschall; Präsident des Hofkriegsrats; Vater des Vorigen